# 葬禮變奏曲
《葬禮變奏曲》（英語：After the Funeral）是阿嘉莎·克莉絲蒂所著的推理小說，於1953年出版。

## 情節簡介
在理查·艾伯納西的葬禮後，艾伯納西家族成員聚集在恩德比山莊，聆聽律師恩威斯先生宣讀遺囑。過程中理查的妹妺科拉·藍斯奎夫人忽然聲稱理查是被謀殺的，使在場眾人十分尷尬。葬禮結束後的第二天，科拉卻在住處遇害。恩威斯先生向比利時裔偵探赫丘勒·白羅求助。

## 人物
- 赫丘勒·白羅，比利時偵探
- 科拉·藍斯奎，命案遇害者
- 紀奎絲小姐，與科拉同住的單身女性
- 恩威斯先生，艾伯納西家族的律師
- 理查·艾伯納西，在小說開始時已去世
- 提莫西·艾伯納西，理查的弟弟
- 茱蒂·艾伯納西，提莫西之妻
- 海倫·艾伯納西
- 蘇珊·班克斯，理查的姪女
- 格雷·班克斯，蘇珊之夫，藥劑師助理
- 羅莎梅·沙恩，理查的姪女，戲劇演員
- 麥可·沙恩，羅莎梅之夫，戲劇演員
- 喬治·格斯菲，理查的姪子
- 蘭斯坎，恩德比山莊年老的管家，為理查·艾伯納西服務多年
- 莫頓警官
- 格斯里先生，藝術批評家，科拉的朋友

## 改編作品
1963年，被改編為米高梅電影《Murder at the Gallop》，其中瑪波小姐取代了白羅的角色。
2006年，被改編為電視劇《大偵探白羅》第十季第三集。